# Tylophora helferi
Tylophora helferi är en oleanderväxtart som beskrevs av Joseph Dalton Hooker. Tylophora helferi ingår i släktet Tylophora och familjen oleanderväxter. Inga underarter finns listade i Catalogue of Life.